# Rodina
Rodina (ros. Партия РОДИНА), Związek Narodowo-Patriotyczny – dawniej jedna z czterech największych partii w Dumie Federacji Rosyjskiej.
Powstała jako koalicja 30 ugrupowań nacjonalistycznych i niektórych lewicowych, powołana w sierpniu 2003 przez Dmitrija Rogozina. Program tej partii łączy w sobie elementy nacjonalizmu i tzw. lewicy narodowej, klasyfikowana jest jednak jako skrajna prawica. W 2003 w wyborach do Dumy zdobyła 9,2% głosów, wprowadzając 37 parlamentarzystów. Komentatorzy przypuszczają, że ugrupowanie to zostało powołane z inspiracji Władimira Putina, aby odebrać część elektoratu komunistom. W 2006 weszła w skład Sprawiedliwej Rosji.
W roku 2012 reaktywowana przez Dmitrija Rogozina.